# Otilia Villa Maciel
Otilia Villa Maciel de Cano fue una enfermera y política argentina del Partido Peronista Femenino. Fue elegida a la Cámara de Diputados de la Nación Argentina en 1951, integrando el primer grupo de mujeres legisladoras en Argentina con la aplicación de la Ley 13.010 de sufragio femenino. Representó al pueblo de la provincia de Tucumán entre 1952 y 1955.

## Biografía
Trabajaba en salud pública en Buenos Aires. En 1950, fue designada delegada censista del Partido Peronista Femenino en la provincia de Corrientes, en reemplazo de Celfa Argumedo, completando la tarea de organización del partido hasta 1951. En su labor, inauguró unidades básicas en diferentes localidades correntinas.
En las elecciones legislativas de 1951, fue candidata del Partido Peronista en la 1.° circunscripción de la provincia de Tucumán, siendo una de las 26 mujeres elegidas a la Cámara de Diputados de la Nación Argentina. Asumió el 25 de abril de 1952. Se desempeñó como secretaria de la comisión de Transportes.
Había sido elegida hasta 1958 pero permaneció en el cargo hasta septiembre de 1955, cuando su mandato fue interrumpido por el golpe de Estado de la autoproclamada Revolución Libertadora. Tras el golpe, fue encarcelada junto con otras legisladoras peronistas y liberada por una amnistía en 1957.